# Diola (volk)
De Diola (Engels: Jola) zijn een bevolkingsgroep in de Casamance (Senegal), Gambia en Guinee-Bissau, die het Diola spreken. De Kumpo, de Samay en de Niasse zijn drie traditionele figuren in de mythologie van de Diola.

## Religie
De Diola waren de laatste bevolkingsgroep in de Senegambiaanse regio die de islam accepteerden. Ze eren het traditionele gebruik van palmwijn in hun rituelen. Ze hebben één godheid, die zij associëren met de natuurlijke elementen zoals de lucht, de regen en het jaar. Deze god draagt de naam "Emit".